# Василевское (Калининградская область)
Василевское — посёлок в Гурьевском городском округе Калининградской области. До 2014 года входило в состав Храбровского сельского поселения.

## История
После Второй мировой войны Вессельсхёфен был переименован в поселок Василевское. 

## География
В посёлке одна улица: Каменная,  На юго западе расположена река Малая морянка, в 5 километрах расположен посёлок Некрасово

## Население
| 2002 | 2010 |
| ---- | ---- |
| 15   | ↗63  |

В 1910 году численность населения Вессельсхёфена составляла 132 жителя.